# Arpad Vaš
Arpad Vaš, slovenski nogometaš, * 31. julij 1989, Lendava
Vaš je profesionalni nogometaš, ki igra na položaju vezista. Od leta 2020 je član hrvaškega kluba Rudar Mursko Središće. Pred tem je igral za slovenske klube Nafta Lendava, Veržej, Čarda, Mura 05, Aluminij, Veržej, Mura in Nafta 1903. Skupno je v prvi slovenski ligi odigral 103 tekme in dosegel šest golov. Leta 2007 je odigral tri tekme za slovensko reprezentanco do 18 let.